# Himantopterus zaida
Himantopterus zaida is een vlinder uit de familie van de Himantopteridae. De wetenschappelijke naam van de soort is voor het eerst geldig gepubliceerd in 1843 door Doubleday.